# Lombok
Lombok es una isla de Indonesia, situada en la provincia de las islas menores de la Sonda occidentales (Nusa Tenggara Barat en indonesio). Se encuentra entre las islas de Bali, al oeste, y Sumbawa, al este. Con 4725 km² de extensión y una población de 4 500 212 habitantes (2010), en ella se encuentra Mataram, capital y ciudad más poblada de la provincia.
El grupo étnico mayoritario de Lombok es el pueblo Sasak, que contaba unas 2 600 000 personas a principios del siglo XXI. Habitantes autóctonos de la isla, los sasakes pasaron a depender políticamente de las dinastías hindúes de la vecina Bali en el siglo XVIII, pueblo con el que guardan una estrecha relación histórica y cultural. En 1674 comenzó la llegada de holandeses a la parte oriental de la isla; a finales del siglo XIX, aprovechando una revuelta de los sasakse, los holandeses se hacen con el control total de Lombok en 1895.
Como el resto de islas que forman las islas menores de la Sonda, Lombok pertenece al área de la Wallacea, de gran interés científico por su rica biodiversidad, ubicada entre el Sudeste asiático y Oceanía. De hecho, la línea de Wallace pasa entre Lombok y su vecina Bali al oeste, por el estrecho de Lombok.

## Enlaces externos

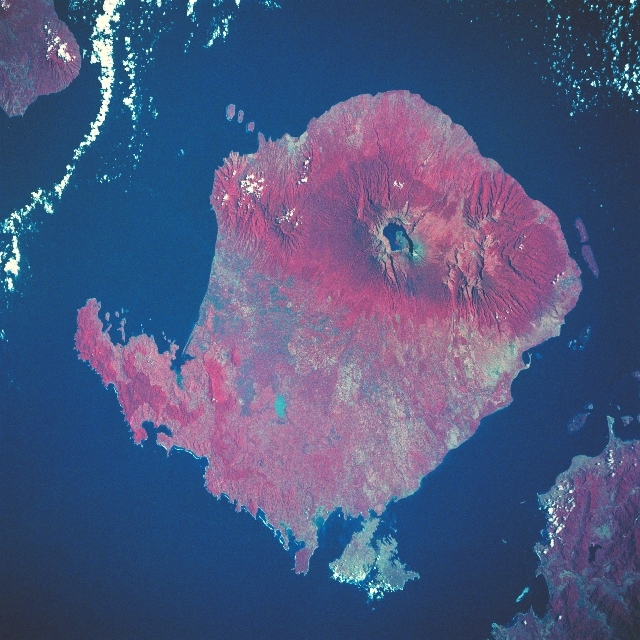
Vista satelital de Lombok.

## Fondos marinos
Unos 30 000 km² del fondo marino que rodea Indonesia están cubiertos de praderas marinas. En las albuferas y bahías de aguas cálidas y someras crecen 12 especies. La bahía de Gerapuk, al sur de la isla de Lombok, posee 11 de las 12 autóctonas de Indonesia, con densas matas de Enhalus acoroides y Thalassodendron ciliatum. Los análisis del contenido del estómago de los peces que viven entre las hierbas marinas de las aguas de Lombok muestran que los crustáceos constituyen su alimento principal. No obstante, una especie de Tozeuma(gamba) que vive en esta zona esquiva la atención de los depredadores gracias a su cuerpo alargado y de color verde con manchas blancas, que le ayuda a camuflarse entre las hojas. Durante la bajamar, los lugareños emplean agudas estacas de hierro para atrapar organismos intermareales, lo que daña las hojas y pone en peligro la supervivencia de las praderas.